# Liivo Leetma
Liivo Leetma (ur. 20 stycznia 1977 roku w Kose, Estonia) – estoński piłkarz grający na pozycji pomocnika w Grankulla IFK. W reprezentacji Estonii rozegrał 36 meczów. Jednak już w 2006 roku zdecydował się, by zakończyć karierę reprezentacyjną.